# Lisa Vicari
Lisa Vicari (Munique, 11 de fevereiro de 1997) é uma atriz alemã. É mais conhecida por interpretar Martha Nielsen na série de televisão Dark. Ela também é conhecida por interpretar Isi, protagonista do filme original da Netflix Isi & Ossi.

## Biografia
Vicari nasceu em Munique em 1997. Aos dez anos de idade , fez um curso de teatro de improvisação e logo depois apareceu em seu primeiro curta-metragem, Tunnelblicke. Em 2010, ela atuou no filme infantil Hanni & Nanni. No ano seguinte, ela interpretou Leonie no filme pós-apocalíptico Hell. Em 2017, Vicari foi a personagem-título do filme Luna, no qual ela interpreta uma adolescente cujo pai é um agente secreto russo. Desde 2017 Vicari interpreta Martha Nielsen, o interesse amoroso do protagonista Jonas e irmã do desaparecido Mikkel na série de ficção científica Dark, da Netflix. Vicari estuda ciências da mídia em Potsdam.
Em 2020, ela interpretou Isi, filha de um bilionário, na comédia romântica Isi & Ossi, um dos primeiros filmes alemães da Netflix.

## Filmografia
| Ano  | Título                                                     | Função       | Notas          |
| ---- | ---------------------------------------------------------- | ------------ | -------------- |
| 2009 | Tunnelblicke                                               |              | Curta-metragem |
| 2010 | Viki Ficki                                                 |              | Curta-metragem |
| 2010 | Hanni & Nanni                                              | Suse         |                |
| 2011 | Und dennoch lieben wir                                     | Tessa        | Telefilme      |
| 2011 | Hell                                                       | Leonie       |                |
| 2011 | Einer wie Bruno                                            | Maren        |                |
| 2014 | Doktorspiele                                               | Lilli        |                |
| 2017 | Zwei Sturköpfe im Dreivierteltakt (Zwei Tänzer für Isolde) | Sophie Grimm | Telefilme      |
| 2017 | Luna                                                       | Luna         |                |
| 2017 | Einmal bitte alles                                         | Mieke        |                |
| 2018 | Schwimmen                                                  | Anthea       |                |
| 2020 | Isi & Ossi                                                 | Isi          |                |

| Ano       | Título         | Função           | Notas      |
| --------- | -------------- | ---------------- | ---------- |
| 2013      | Unter Verdacht | Nadine Schmolzer | 1 episódio |
| 2014      | Die Chefin     |                  | 1 episódio |
| 2016      | SOKO München   |                  | 1 episódio |
| 2017      | Tatort         | Jasna Nemec      | 1 episódio |
| 2017-2020 | Dark           | Martha Nielsen   |            |